# Нижньокринка

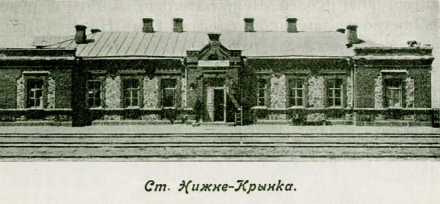
станція Нижньо-Кринка

Нижньокри́нка — вантажно-пасажирська залізнична станція Донецької дирекції Донецької залізниці. Розташована в селищі Комунар селище Нижня Кринка, Совєтського району Макіївки, Донецької області на лінії Щебенка — 5 км. Станція тупикова, найближча станція Щебенка (6 км).
Через військову агресію Росії на сході Україні транспортне сполучення припинене.